# Brittany O’Grady

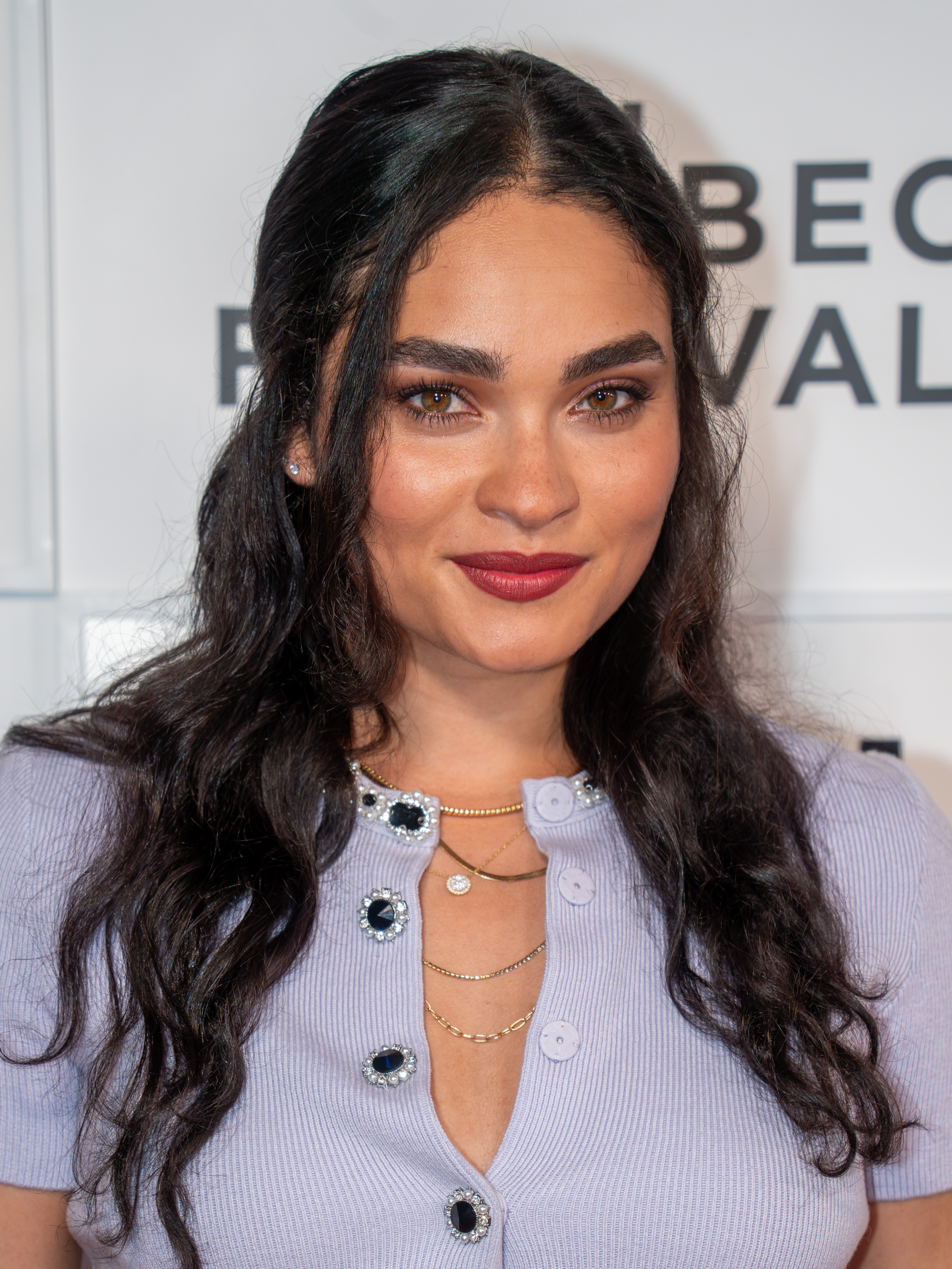
Brittany O’Grady (2025)

Brittany O’Grady (* 2. Juni 1996 in Arlington, Virginia) ist eine US-amerikanische Schauspielerin und Sängerin.

## Leben
Brittany O’Grady absolvierte nach der Drew Model School in Arlington die dortige Washington Lee High School, die sie 2013 abschloss.

### Theater
In Arlington besuchte sie das Encore Stage & Studio, wo sie 2007 die Rolle der Cindi in 12 Dancing Princesses spielte. Ebenfalls 2007 stand sie am Signature Theatre in Arlington im Musical The Witches of Eastwick von John Dempsey und Dana P. Rowe auf der Bühne. Weitere Auftritte hatte sie unter anderem 2008 am Little Theatre of Alexandria in Alexandria (Virginia) als Mary Lennox in The Secret Garden und am Ford’s Theatre in Washington, D.C. in A Christmas Carol (2008 bis 2010).
Am Synetic Theater spielte sie ab 2011 in Don Quixote und Othello. 2012 verkörperte sie dort Dr. Jekylls Verlobte in einer Bühnenfassung von Dr. Jekyll und Mr. Hyde, 2013 stand sie als Constance Bonacieux in The Three Musketeers auf der Bühne.

### Film und Fernsehen
2014 debütierte sie mit einem Auftritt in der Fernsehserie Trophy Wife vor der Kamera. 2015 hatte sie eine Episodenrolle in der Folge Gerettet der Krankenhausserie The Night Shift und eine wiederkehrende Rolle als Nadia Garcia in der Serie The Messengers. Von 2016 bis 2019 verkörperte sie in der Serie Star mit Queen Latifah die Rolle der Simone Davis. In der deutschen Fassung wurde sie von Leslie-Vanessa Lill synchronisiert.
2019 spielte sie im Thriller Above Suspicion von Phillip Noyce mit Emilia Clarke und Jack Huston die Rolle der Georgia Beale. Außerdem war sie 2019 neben Imogen Poots in Black Christmas, basierend auf dem Slasher-Film Jessy – Die Treppe in den Tod (1974), als Jesse zu sehen. In der deutschen Fassung lieh ihr Jodie Blank die Stimme.
In der Apple TV+-Serie Her Voice (2020) von Jessie Nelson und Produzent J. J. Abrams verkörperte sie die Rolle der Sängerin Bess King, die versucht, in der Musikszene von New York Fuß zu fassen. In der 2021 veröffentlichten HBO-Serie The White Lotus übernahm sie an der Seite von Sydney Sweeney als Olivia die Rolle von deren besten Freundin Paula.
In der im Februar 2023 auf Amazon Prime Video veröffentlichten Serie The Consultant, basierend auf dem Roman von Bentley Little, gehörte sie neben Christoph Waltz und Nat Wolff als Elaine zur Hauptbesetzung.

## Filmografie (Auswahl)
- 2014: Trophy Wife (Fernsehserie, Folge 1x12)
- 2015: The Night Shift  (Fernsehserie, Folge 2x01)
- 2015: The Messengers (Fernsehserie, 11 Folgen)
- 2016–2019: Star (Fernsehserie, 48 Folgen)
- 2019: Above Suspicion
- 2019: Black Christmas
- 2020: Her Voice (Little Voice, Fernsehserie, 9 Folgen)
- 2021: The White Lotus (Fernsehserie, 6 Folgen)
- 2023: Sometimes I Think About Dying
- 2023: The Consultant (Fernsehserie, 8 Folgen)
- 2024: Zeig mir, wer du bist (It’s What’s Inside)
- 2024: Elsbeth (Fernsehserie, Folge 2x03)
- 2025: The Best You Can